# Prats i Sansor
Prats i Sansor là một đô thị trong tỉnh Lleida, cộng đồng tự trị Cataluña Tây Ban Nha. Đô thị Prats i Sansor có diện tích là 9,64 ki-lô-mét vuông, dân số năm 2009 là 245 người với mật độ 25,41 người/km². Đô thị Prats i Sansor có cự ly km so với tỉnh lỵ Lleida.